# Shkrel alközség
Shkrel alközség harmadik szintű közigazgatási egység Albánia északnyugati részén, Shkodra városától légvonalban 25, közúton 30 kilométerre északra, az Albán-Alpok nyugati peremvidékén, a Száraz-patak völgyében. Történelmileg a shkreli törzs szállásterületét jelölte a megnevezés, ma alközség Shkodra megyén belül Malësia e Madhë község területén. Központja Dedaj falu, további települései Boga, Bzheta, Bzheta-Makaj, Kokpapaj, Loha e Sipërme, Qafa-Grada, Reç, Repisht, Vrith, Vuç-Kurtaj és Zagora. A 2011-es népszámlálás alapján az alközség népessége 3520 fő.

## Fekvése
Shkrel az Albán-Alpok nyugati hegylábánál, a Száraz-patak (Përroi i Thatë) Koplik és Theth között húzódó felső völgyszakaszánál terül el. A völgy egyúttal a vidék közúti elérhetőségét is elősegíti: itt vezet el a Koplikot Thethtel összekötő SH21-es jelű főút.

## Története
A vidék a bronzkor óta lakott. Zhaneta Andrea vezetésével 1983-ban tárták fel a Dedaj határában elterülő negyven shkreli halomsír közül hármat, amelyeket a gazdag agyagedény-sírmellékletek alapján az i. e. 2. évezred elejére, a bronzkor korai szakaszára kelteztek. A halomsírokat a korai vaskorig használta a környék népe. Ugyancsak Andrea tárta fel Zagora mellett egy késő bronzkori település maradványait 1987-ben.
Shkrel mint történeti régió évszázadok óta az északalbán shkreli törzs szállásterülete volt. Legkorábbi említése 1416-ból ismert Shkirela, 1614-ből az olaszos Scarglieli, 1703-ból pedig Scrielli alakban. Edith Durham szerint a név eredete egy korábban itt állt templom védőszentjére, Szent Károlyra (albánul Shën Kerli) vezethető vissza. A 21. századi Shkrel alközség a shkrelik egykori törzsi területén túlmenően magában foglalja a kisebb lélekszámú egykori boga és lohja törzsek vidékét is. A shkrelik a hegyvidéki törzsszövetség (albán malësorë, nyugati munkákban gyakran malissor) tagjai voltak, a Prizreni Liga bukását követően, 1883-ban a hotik, a grudák és a kastratik oldalán részt vettek az oszmán fennhatóság elleni fegyveres lázadásban. A shkreliket a római katolikus északalbán hegyi törzsek sorában a vegyes felekezetűek között tartották számon. Vezetőik egy része felvette a muszlim hitet, az 1900-as években 10-16%-uk az iszlám követője volt.

## Nevezetességei
Shkrel és a Száraz-patak völgyszorosa a közkedvelt turisztikai célpont, a Thethi Nemzeti Park egyik kapuja, az alközség területén fekszik egyik legnyugatibb hegyi üdülője, a 930 méteres tengerszint feletti magasságban fekvő Boga falu. Ezen a területen alapították meg 2015-ben a Shkreli Regionális Tájvédelmi Körzetet (Parku Natyror Rajonal i Shkrelit).

### Nevezetes shkreliek
- Ndoc Nikaj (1864–1951) író, „az albán regény atyja” 1888-as pappá szentelése után Shkrelben teljesített papi szolgálatot.[15]
- Ndre Zadeja(wd) (1891–1945) drámaíró papi tanulmányait követően 1925-ben Boga, majd 1926 és 1934 között Shkrel katolikus plébánosa volt.[16]